# Модимолле
Модимолле (Modimolle), бывший Нилстром (Nylstroom) — административный центр местного муниципалитета Модимолле и района Ватерберг в провинции Лимпопо (ЮАР).

## История
В 1860-х годах группа протестантов-фуртреккеров «Иерусалим треккерс» отправилась на поиски Святой земли. Наткнувшись на реку, текущую на север, они посмотрели на карты, имевшиеся в их Библиях, и решили, что это — Нил. Обнаружив неподалёку холм, который местные жители называли Модимолле, они приняли его за остатки пирамиды, и ещё более утвердились в своём мнении относительно Нила. Поэтому в 1866 году они основали здесь город, и назвали его Нилстром. 
В 1898 году город был соединён железной дорогой с Преторией. Во время Второй англо-бурской войны англичане в рамках политики «выжженной земли» устроили здесь концентрационный лагерь для бурских женщин и детей, 544 из которых умерло в нём.
В 2002 году правительство ЮАР официально переименовало город в Модимолле.

## Знаменитые уроженцы
- Йоханнес Стрейдом, 5-й премьер-министр Южной Африки